# Iron Monger
De Iron Monger is een fictieve superschurk uit de strips van Marvel Comics. De identiteit van Iron Monger is door meerdere mensen gebruikt, maar de bekendste is de industrialist Obadiah Stane, een vaste vijand van Iron Man.
De Nederlandse stem van Obadiah Stane wordt ingesproken door Ruud Drupsteen. 

## Biografie

### Obadiah Stane
Obadiah Stane was een meedogenloos individu die altijd zijn tegenstanders bestudeerde in de hoop zwakheden te ontdekken die hij kon uitbuiten. Al sinds zijn jeugd was hij een liefhebber van schaken, en behandelde zijn leven alsof hij een schaakspel speelde. Tevens geloofde Obadiah sterk in psychologische manipulatie om zijn doelen te bereiken.
Als volwassene werd Obadiah CEO van zijn eigen bedrijf, Stane International. Hij was ook een zakenpartner van Howard Stark voordat hij en zijn vrouw omkwamen bij een auto-ongeluk. Nadat Howard was overleden probeerde Obadiah Stark International, dat nu werd geleid door Howards zoon Tony (Iron Man), over te nemen. Stane en zijn agenten, de Chessmen, vielen Stark International aan en overvielen Tony’s vertrouweling James Rhodes. Stane slaagde erin om Tony’s bedrijf over te nemen, en hernoemde het Stane International. Tony, nu een gebroken man, gaf zijn Iron Mankostuum aan Jim Rhodes. Die voorkwam als de nieuwe Iron Man dat Obadiah de andere Iron Manharnassen in handen kreeg.
Obadiah vond uiteindelijk bouwplannen van een van Iron Mans harnassen, en liet ze analyseren om zelf een soortgelijk harnas te maken. Met dit harnas werd hij de Iron Monger. Iron Mongers eerste grote gevecht was met Tony Stark, die inmiddels was hersteld en zijn positie als Iron Man weer had teruggenomen. Tony had inmiddels een nieuw harnas gebouwd waarmee hij Iron Monger kon verslaan. Obadiah weigerde zich te laten arresteren door de politie nadat hij was verslagen, en pleegde daarom zelfmoord. Kort na Obadiahs dood nam Tony zijn bedrijf terug.

### Ezekiel Stane
Marvel kondigde in februari 2008 aan dat een nieuwe Iron Monger genaamd Ezekiel Stane zijn intrede zal doen in The Order #8. Ezekiel is de zoon van Obadiah Stane.

### Andere Iron Mongers
Een ander Iron Mongerkostuum werd gebouwd door de industrialist Simon Steele, die het harnas uitleende aan een van zijn werknemers om Dominic Fortune te bevechten.
Een derde Iron Mongerkostuum werd gemaakt door Tony’s voormalige studiegenoot Joey Cosmatos. Dit harnas werd gebruikt door de crimineel Slagmire.

## Krachten en vaardigheden
Het Iron Mongerharnas gemaakt door Stane International is gebaseerd op dat van Iron Man, en heeft over het algemeen dezelfde vaardigheden. Het harnas is gemaakt van het fictieve metaal "omnium steel". Het harnas versterkt de kracht van de drager, en bevat verschillende energiewapens. Het harnas werd deels door een computer bestuurd daar de besturing te ingewikkeld was voor enkel een mens. Dit was echter ook een zwakke plek van het harnas, want toen Iron Man de computer vernietigde werd het harnas nutteloos.
Obadiah Stane was zelf een genie met een M.B.A. Hij had veel kennis van psychologische oorlogvoering, en was een berekenend zakenman.

## Ultimate Obadiah Stane
Een jongere Obadiah Stan werd gezien in de Ultimate Marvel miniserie Ultimate Iron Man. Hij is de zoon van Zebediah Stane, een zakenrivaal van Howard Stark (Tony's vader), en de echtgenoot van Howards ex-vrouw. Het is nog niet bekend of Obadiah in de toekomst de Ultimate Marvelversie van Iron Monger wordt.

## Marvel Cinematic Universe
Iron Monger is de primaire antagonist in de eerste film van het Marvel Cinematic Universe: Iron Man uit 2008. Hierin wordt hij gespeeld door Jeff Bridges. In de film is Obadiah Stane / Iron Monger de co-leider van Stark Industries, en daarmee een rivaal van Tony. Hij huurt in het geheim de terroristische organisatie Ten Rings in om Tony te ontvoeren, en neemt langzaam Stark Industries over. Obadiahs harnas in de film is gebaseerd op Tony Starks originele Iron Manharnas dat hij in Afghanistan ontwierp.
Er verschenen alternatieve versies van Obadiah Stane in de animatieserie What If...? (2021-2024) op Disney+ waarin zijn stem wordt ingesproken door Kiff Vandenheuvel.